# ساعة (آلة)

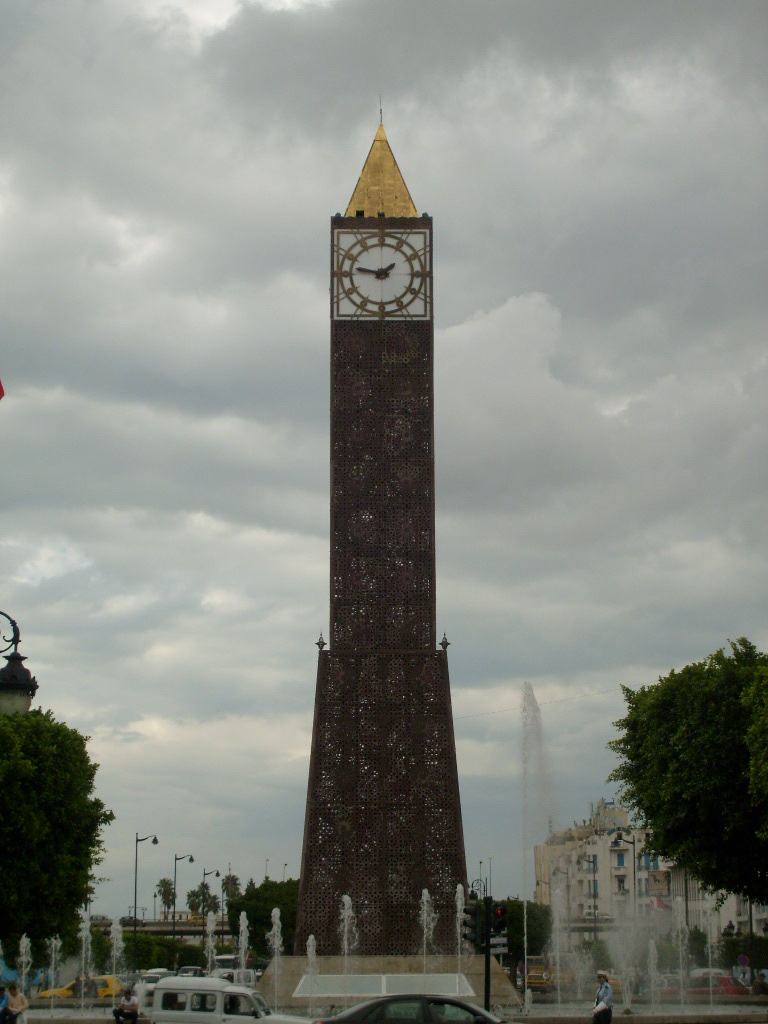
«المنقال» في تونس

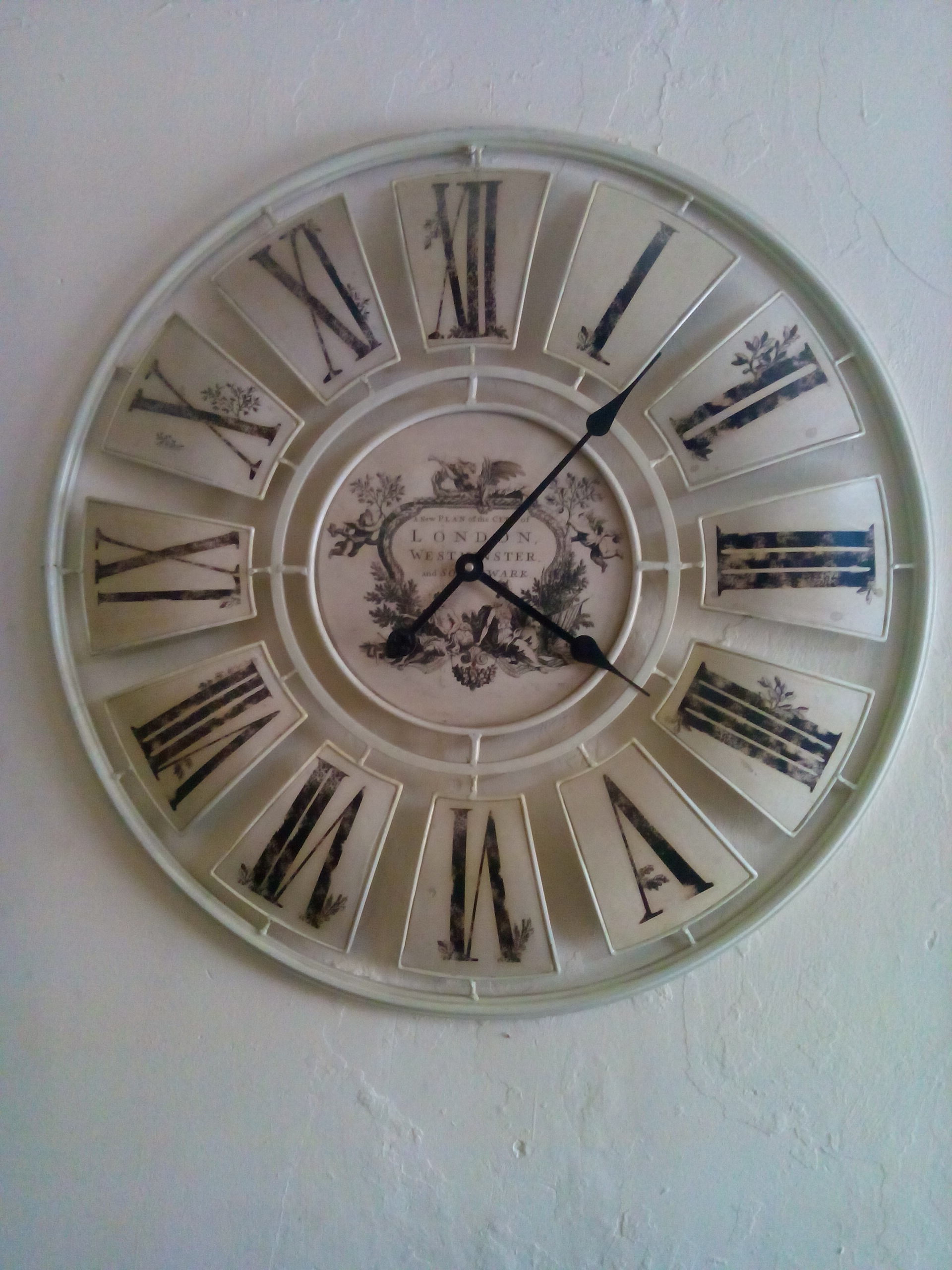
ساعة حائط كتبت ارقامها بالاحرف اللاتينية

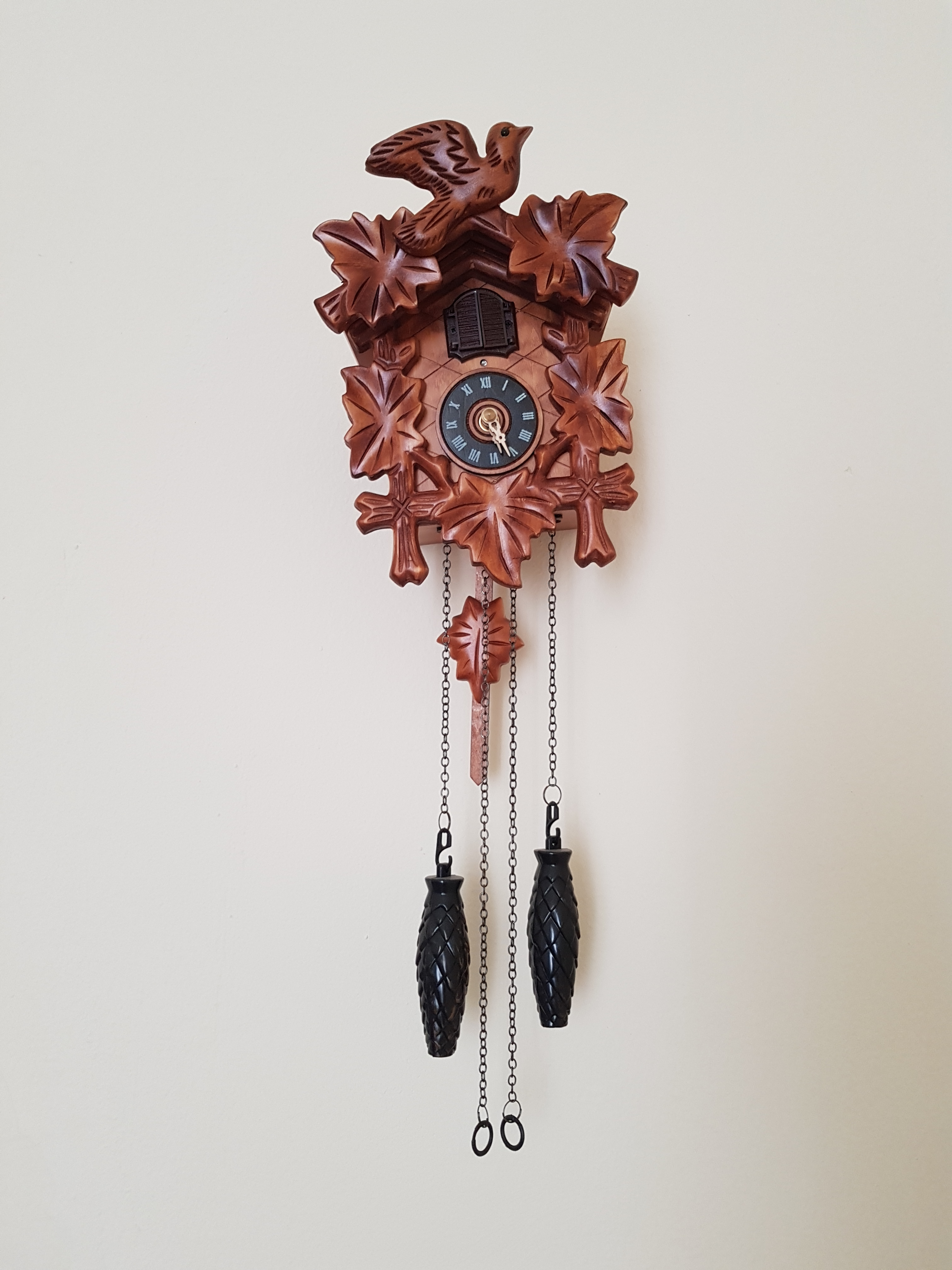
ساعة حائط خشبية.

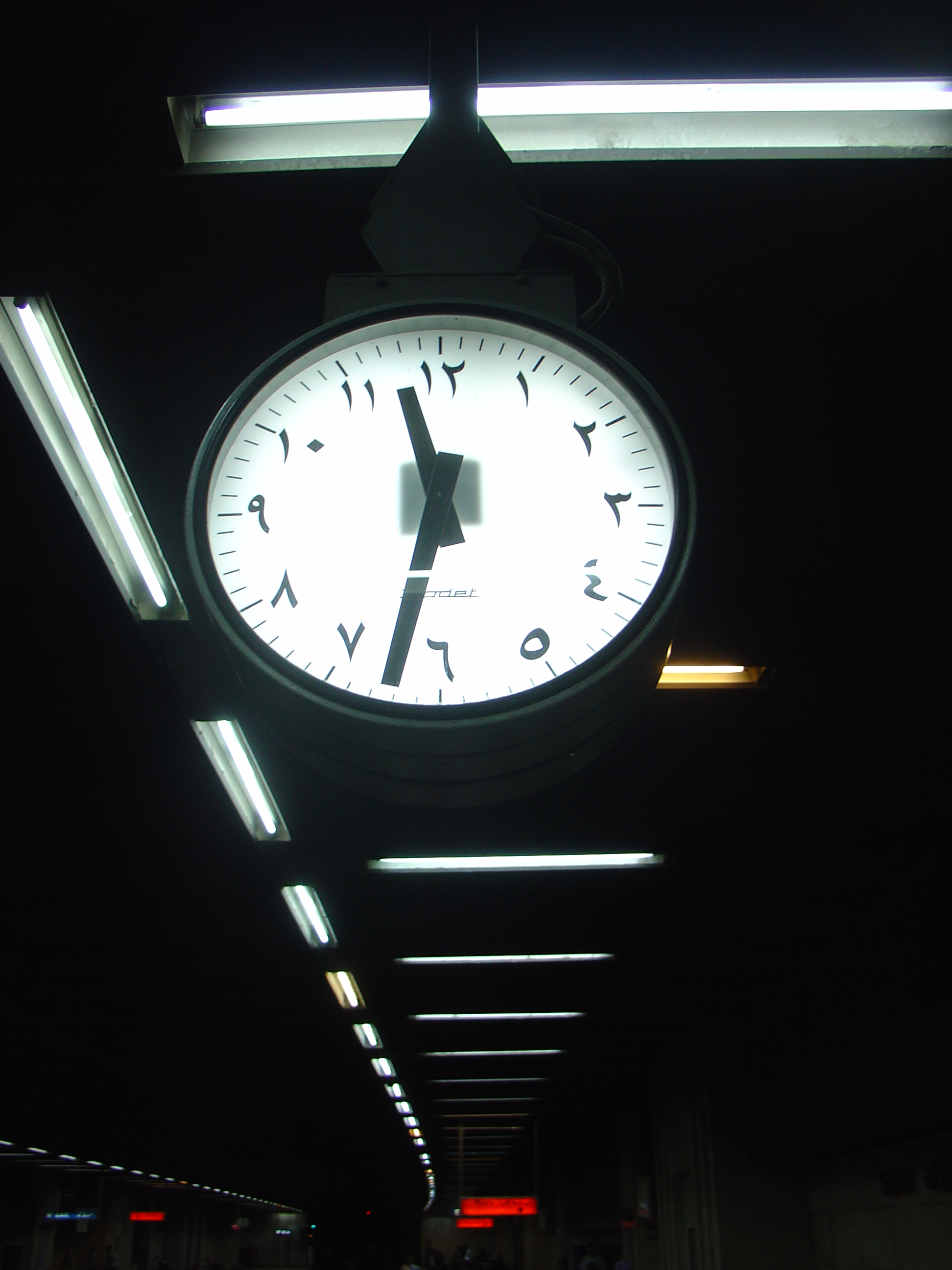
ساعة في مترو القاهرة.

الساعة (الجمع: سَاعَات)، وسميت في التراث الساعات (كذا لصيغة المفرد) والبنكام، هي آلة تستخدم في قياس الوقت، يوجد منها العديد من الأنواع منها الساعة الرملية والساعة الميكانيكية والساعة الشمسية والساعة الرقمية، ومن أشهر الساعات ساعة بيغ بن.و ساعة أبراج البيت في مكة المكرمة

## التاريخ
قياس الزمن مر بمراحل، تنوعت فيها أشكال الساعات وأحجامها.

### العصور القديمة
لدى قدماء المصريين واليونان والرومان وفي بلاد الرافدين في زمن الحضارة البابلية عرفت الساعة الشمسية قبل الميلاد.

### العصور الوسطى
في سياق علم الحيل، برع العلم الإسلامي في العصور الوسطى في صنع «الساعات» (وسموها هكذا» التي تعمل بالماء والرمل والزئبق والشمع والأثقال المختلفة، والساعات الشمسية الدائرية، لغرض حساب الزمن والتقويم. ومن أنواعها «ساعة الرحلة» الشمسية النقالة، وساعات «الرخامة» الشمسية المنبِّهة التي تعلن الوقت بصوت رنان. كما صنعوا ساعة مائية تقذف على رأس كل ساعة بكرة معدنية في قدح، وتدور حول محور تظهر فيه رسوم كالنجوم، وفي منتصف الليل يمر فوقها هلال مضيء. ولعل أشهر ساعات المسلمين تلك التي أهداها هارون الرشيد لقارلة الفرنجي، وكانت نحاسية ذات رقاص. وساعة الجامع الأموي المضيئة ليلا، وساعة مرصد سر من رأى ذات الدمى.
وممن أبدعوا في الرقاص ابن يونس المصري وكمال الدين الموصلي. إلا أن هذا الادعاء رده بعض الخبراء حديثا وفي الموضوع بحث مطول.[بحاجة لمصدر]

## معرض صور

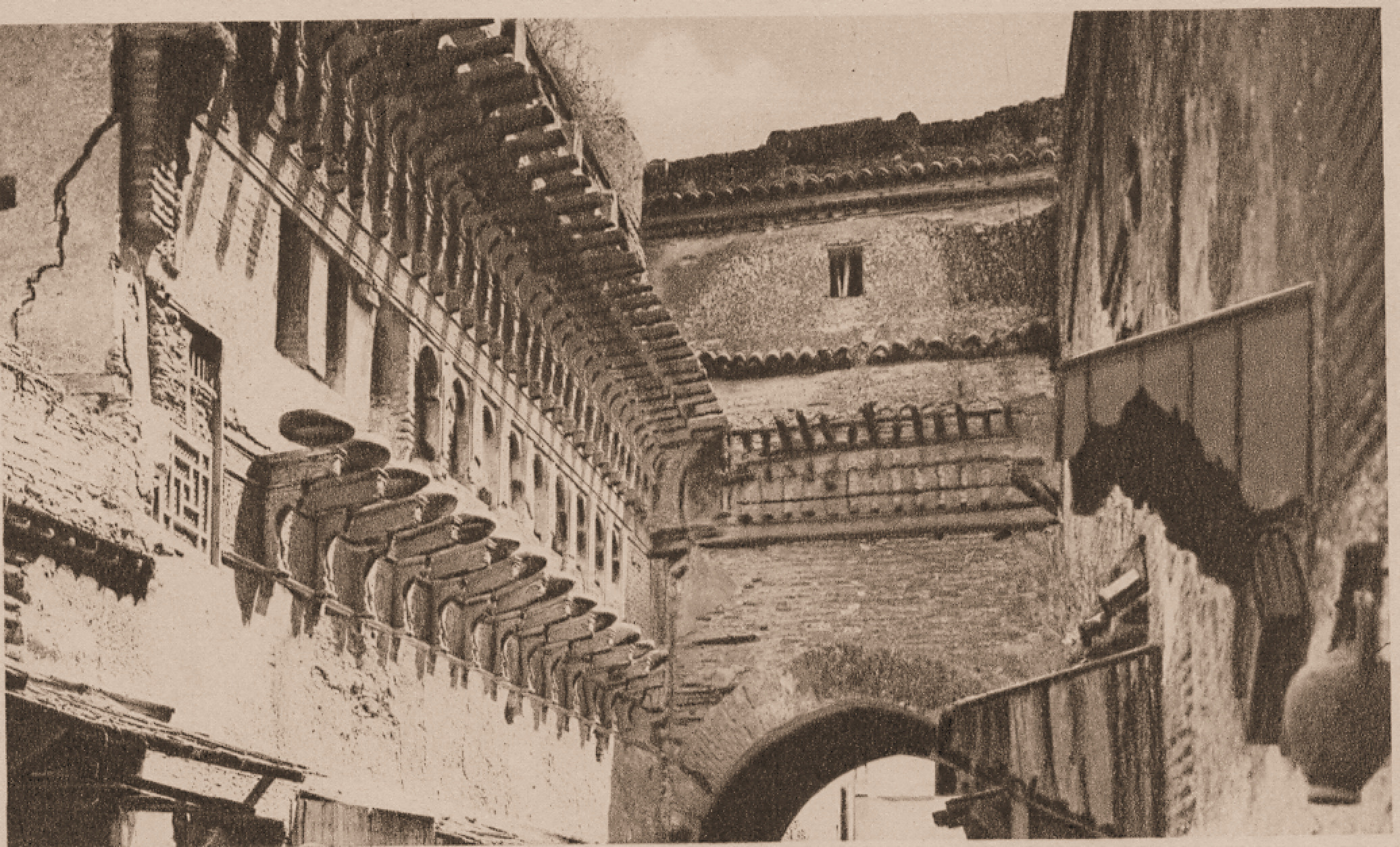
دار المكانة بالمدرسة البوعنانية (فاس)
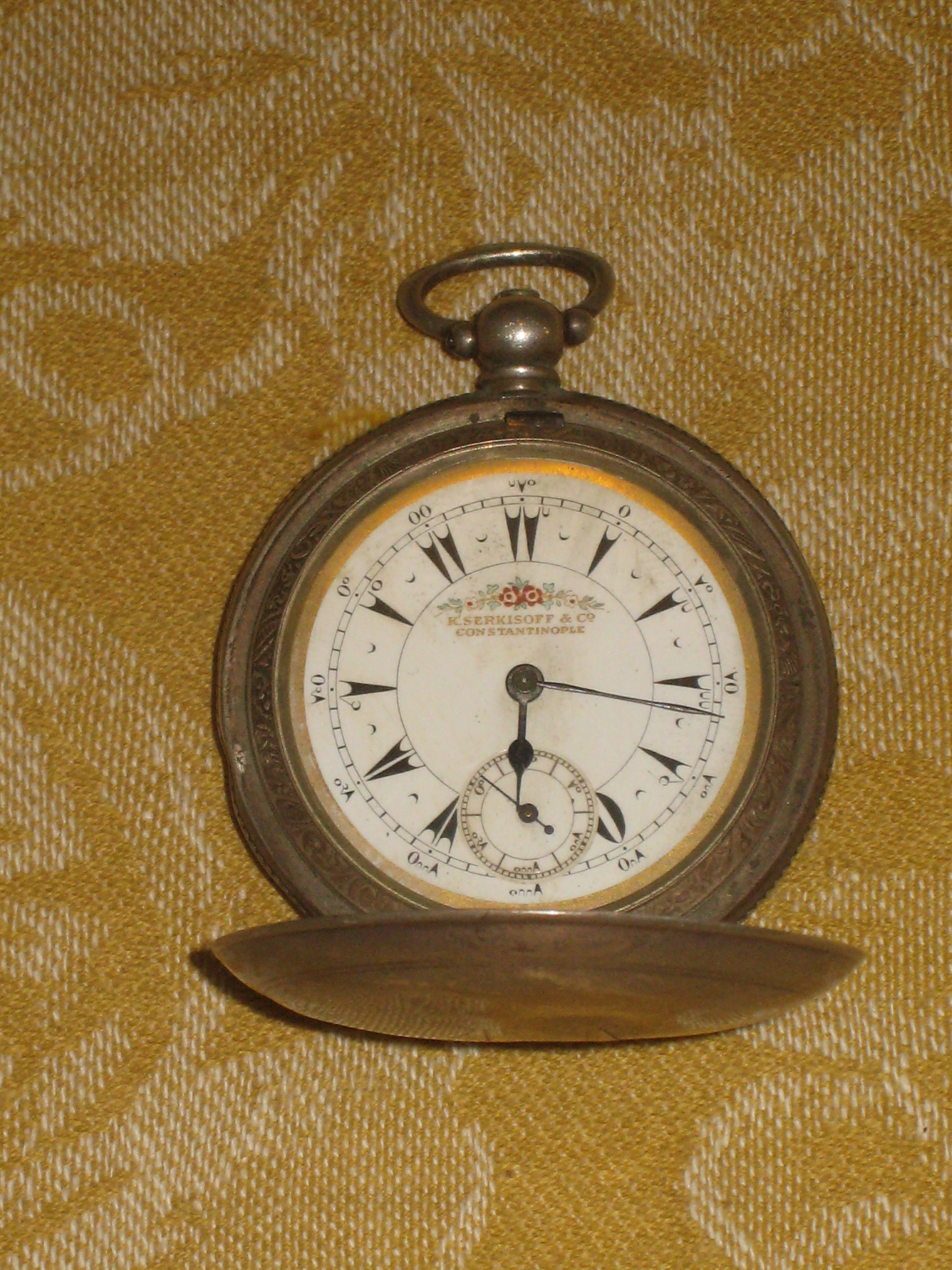
ساعة جيب عثمانية عليها الأرقام الهندية
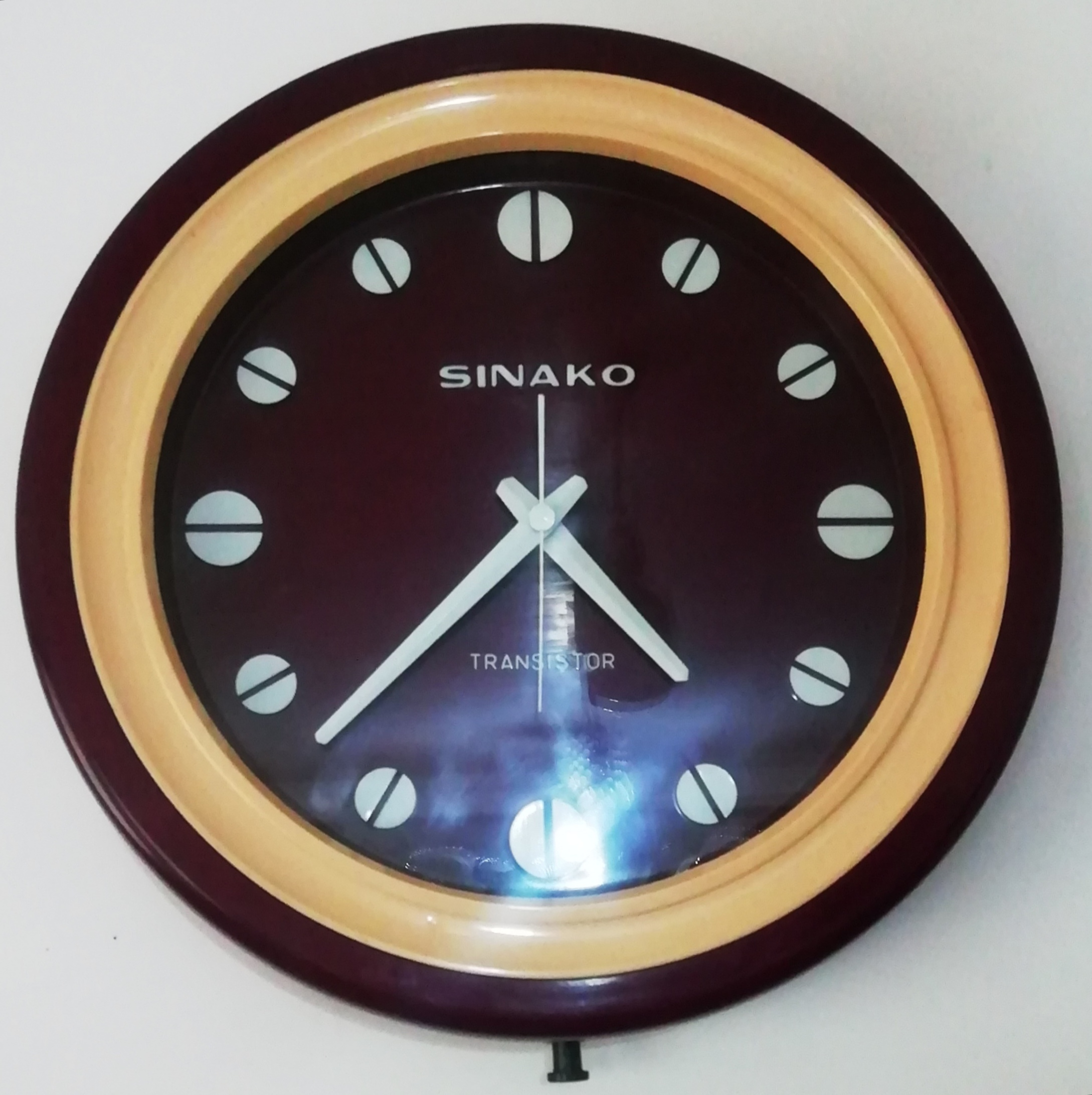
ساعة حديثة التصميم

### العصور الحديثة
في القرن التاسع عشر صنعت الساعة الكهربائية، ثم في القرن العشرين الكوارتز، ثم الساعة الذرية التي تحسب أدق ساعة صنعت حتى الآن. وانتشرت صناعة الساعات في العالم، ومن الساعات التي تميزت بالجودة الساعات السويسرية.

## مبدأ العمل
تتكون الساعة الميكانيكية من عدد من التروس الداخلية والتي تتحكم في عقارب ظاهرة هي عقرب الساعات والدقائق والثواني وبالتالي فبتحرك هذه التروس يظهر تغير الوقت على الساعة.
تتكون الساعة الرقمية من دائرة كهربائية مسبقة البرمجة على تعداد الوقت تلقائياً وإظهاره على شاشة رقمية.
تعتمد فكرة عمل الساعة الرملية على وجود اختناق بين تجويفين من الزجاج يسمح بمرور الرمل بمعدل سريان بسيط جداً، وعن هذا فإن الوقت سيعبر عنه من خلال نزول الرمل خلال التجويف. من الجدير ذكر قصة العالم الشاب الأعرابي أدهم والذي أسهم في تطوير الساعة وهو أصلًا صاحب هذه الفكرة.